# Seung Woo Choi
Seung Woo Choi (coreano: 최승우; 3 de noviembre de 1992, Gangneung, Corea del Sur) es un artista marcial mixto coreano. Choi fue el ex Campeón de Peso Pluma de Top Fighting Championship (dos veces) y medalla de bronce en 2010 en el Campeonato Mundial de Muay Thai. Compitió en la división de peso pluma de Ultimate Fighting Championship.

## Primeros años
Comenzó a practicar artes marciales a la edad de ocho años, llegando a representar a su país en los Campeonatos Mundiales de Muay Thai. Se graduó en la Universidad de Yong In con una licenciatura.

## Carrera de artes marciales mixtas

### Carrera temprana
Comenzó su carrera profesional de MMA desde 2015 y luchó bajo varios promotores primarios en Asia. Fue el campeón formal de peso pluma Top Fighting Championship (x2) y fue firmado por UFC después de que ganara por segunda vez el Campeonato de Peso Pluma Top FC con acumuló un récord de 7-1.

### Ultimate Fighting Championship
Hizo su debut en la promoción el 20 de abril de 2019 en UFC Fight Night: Overeem vs. Oleinik como un reemplazo de corto aviso contra Movsar Evloev. Perdió el combate por decisión unánime.
Se enfrentó a Gavin Tucker el 27 de julio de 2019 contra en UFC 240. Perdió el combate por sumisión en el tercer asalto.
Se enfrentó a Suman Mokhtarian el 21 de diciembre de 2019 en UFC Fight Night: Edgar vs. The Korean Zombie. Ganó el combate por decisión unánime.
Se esperaba que se enfrentara a Youssef Zalal el 11 de octubre de 2020 en UFC Fight Night: Moraes vs. Sandhagen, pero fue retirado del combate debido a una razón no revelada y fue reemplazado por Ilia Topuria.
Tenía previsto enfrentarse a Steven Peterson el 6 de febrero de 2021 en UFC Fight Night: Overeem vs. Volkov. A su vez, Peterson se retiró el 15 de enero por una lesión y fue sustituido por el recién llegado a la promoción Collin Anglin. A su vez, Anglin fue retirado del evento por razones no reveladas y fue sustituido por Youssef Zalal. Ganó el combate por decisión unánime.
Se enfrentó a Julian Erosa el 19 de junio de 2021 en UFC on ESPN: The Korean Zombie vs. Ige. Ganó el combate por nocaut en el primer asalto. Esta victoria le valió el premio a la Actuación de la Noche.
Se enfrentó a Alex Caceres el 23 de octubre de 2021 en UFC Fight Night: Costa vs. Vettori. Perdió el combate por sumisión en el segundo asalto.
Estaba programado para enfrentarse a Tucker Lutz 26 de marzo de 2022 en UFC Fight Night: Lemos vs. Andrade. Sin embargo, se vio obligado a retirarse del evento debido a una lesión no revelada.

## Campeonatos y logros

### Artes marciales mixtas
- Ultimate Fighting Championship
  - Actuación de la Noche (una vez)  vs. Julian Erosa [21]

- Top Fighting Championship
  - Campeón de Peso Pluma de Top Fighting Championship (dos veces)  vs. Min Gu Lee y Jae Woong Kim[4][5]

### Muay Thai
- Luchador del equipo nacional de Muay Thai de Corea del Sur[5]
- Campeonatos del Mundo de Muay Thai
  - Medalla de bronce en los Campeonatos del Mundo de Muay Thai 2010[5]

## Récord en artes marciales mixtas
| Récord profesional | Récord profesional | Récord profesional |
| 17 peleas          | 11 victorias       | 6 derrotas         |
| ------------------ | ------------------ | ------------------ |
| Nocaut             | 6                  | 2                  |
| Sumisión           | 5                  | 2                  |
| Decisión           | 0                  | 2                  |

| Resultado | Récord | Oponente         | Método                                 | Evento                                          | Fecha                    | Ronda | Tiempo | Localización                     | Notas                                         |
| --------- | ------ | ---------------- | -------------------------------------- | ----------------------------------------------- | ------------------------ | ----- | ------ | -------------------------------- | --------------------------------------------- |
| Victoria  | 11-6   | Jarno Errens     | Decisión (unánime)                     | UFC Fight Night: Holloway vs. The Korean Zombie | 26 de agosto de 2023     | 3     | 5:00   | Kallang, Nevada                  |                                               |
| Derrota   | 10-6   | Michael Trizano  | KO (puñetazos)                         | UFC 281                                         | 12 de noviembre de 2022  | 1     | 4:51   | Ciudad de Nueva York, Nueva York |                                               |
| Derrota   | 10-5   | Joshua Culibao   | Decisión (dividida)                    | UFC 275                                         | 11 de junio de 2022      | 3     | 5:00   | Kallang, Singapur                |                                               |
| Derrota   | 10-4   | Alex Caceres     | Sumisión (estrangulamiento por detrás) | UFC Fight Night: Costa vs. Vettori              | 23 de octubre de 2021    | 2     | 3:31   | Las Vegas, Nevada                |                                               |
| Victoria  | 10-3   | Julian Erosa     | TKO (puñetazos)                        | UFC on ESPN: The Korean Zombie vs. Ige          | 19 de junio de 2021      | 1     | 1:37   | Las Vegas, Nevada                | Actuación de la Noche.                        |
| Victoria  | 9-3    | Youssef Zalal    | Decisión (unánime)                     | UFC Fight Night: Overeem vs. Volkov             | 6 de febrero de 2021     | 3     | 5:00   | Las Vegas, Nevada                |                                               |
| Victoria  | 8-3    | Suman Mokhtarian | TKO (puñetazos)                        | UFC Fight Night: Edgar vs. The Korean Zombie    | 21 de diciembre de 2019  | 3     | 5:00   | Busan                            |                                               |
| Derrota   | 7-3    | Gavin Tucker     | Sumisión (estrangulamiento por detrás) | UFC 240                                         | 27 de julio de 2019      | 3     | 3:17   | Edmonton, Alberta                |                                               |
| Derrota   | 7-2    | Movsar Evloev    | Decisión (unánime)                     | UFC Fight Night: Overeem vs. Oleinik            | 20 de abril de 2019      | 3     | 5:00   | San Petersburgo                  |                                               |
| Victoria  | 7-1    | Jae Woong Kim    | KO (puñetazo)                          | Top FC 16                                       | 9cde diciembre de 2017   | 2     | 2:47   | Seúl                             | Ganó el Campeonato de Peso Pluma de Top FC.   |
| Victoria  | 6-1    | Young Bok Kil    | TKO (puñetazos)                        | Top FC 15                                       | 22 de julio de 2017      | 1     | 1:33   | Seúl                             |                                               |
| Derrota   | 5-1    | Jae Woong Kim    | TKO (puñetazos)                        | Top FC 14                                       | 6 de marzo de 2017       | 1     | 0:36   | Seúl                             | Perdió el Campeonato de Peso Pluma de Top FC. |
| Victoria  | 5-0    | Min Gu Lee       | KO (puñetazo)                          | Top FC 12                                       | 11 de septiembre de 2016 | 4     | 2:38   | Seúl                             | Ganó el Campeonato de Peso Pluma de Top FC.   |
| Victoria  | 4-0    | Rocky Lee        | Decisión (unánime)                     | Art of War 17                                   | 30 de abril de 2016      | 2     | 5:00   | Pekín                            | Debut en el peso gallo.                       |
| Victoria  | 3-0    | Tae Seok Oh      | KO (rodillazo)                         | Top FC 10                                       | 19 de marzo de 2016      | 1     | 1:55   | Seúl                             | Combate de peso acordado (154 libras).        |
| Victoria  | 2-0    | Nurzhan Tutkaev  | Decisión (unánime)                     | Kunlun Fight: Cage Fight Series 4               | 4 de noviembre de 2015   | 3     | 5:00   | Nur-sultán                       | Combate de peso acordado (150 libras).        |
| Victoria  | 1-0    | Tae Seung Yoon   | TKO (corte)                            | Top FC 8                                        | 15 de agosto de 2015     | 1     | 1:45   | Seúl                             | Debut en el peso pluma.                       |